# Bajak
Bajak is een bestuurslaag in het regentschap Bengkulu van de provincie Bengkulu, Indonesië. Bajak telt 2876 inwoners (volkstelling 2010).